# 192-ро средно училище „Христо Ботев“
192 Средно училище „Христо Ботев“ е училище в Бистрица, България, от 1 до 12 клас.
Училището разполага с 16 класни стаи, от които три интерактивни кабинета, кабинет по ИТ, обновен физкултурен салон. През септември 2021 г. е изграден СТЕМ център в училището, който включва звукозаписно студио и студио за видео заснемане и обработка, като учениците в гимназиален етап изучават специални СТЕМ предмети за целта. С решение № 601 на Министерския съвет на Република България от 17 август 2022 г. 192 СУ „Христо Ботев“ е обявено за иновативно училище.

## История
Училището е създадено през 1865 година, а сегашната сграда е започната през 1938 г. и достроена през 1968 г. Всичко започва от килийните училища в Драгалевския и Кокалянския манастир, където са излезли първите сподвижници на просвещението: Никола Крушкин – шопския апостол, книжар и революционер, сътрудник на Левски и Дядо Денко – Младен Ангелов – който също започнал пътя си от Кокалския манастир, за да стигне до образован и родолюбив предприемач и да откупи къщата на Стойне Вайов – първият учител в началното училище след това – за Читалище.

## Професионална подготовка
От учебната 2019/2020 г., училището предлага професионална подготовка за учениците си от VIII Клас в професия „Аниматор в туризма“, специалност „Туристическа анимация“. От учебната 2020/2021 г., приемът се осъществява в същата специалност
Изучават се следните професионални учебни предмети през целия етап на обучението:
- Туристическа анимация
- Спортна и фолклорна анимация
- Сценично поведение
- Народни и модерни танци
- Култура и национална идентичност
- Екскурзоводско обслужване
- Мениджмънт в туризма
- Дигитални изкуства в туристическата анимация
- Предприемачество
- Разговорен Английски език в туризма
- Гостоприемство в туристическата индустрия
- Финанси и документиране
- Безопасност и долекарска помощ
- Организация и функциониране на хотела

Балообразуващите оценки за прием са:
- 3 х НВО по Български език и литература
- 1 х НВО по Математика
- Оценка от свидетелството за основно образование по География и икономика
- Оценка от свидетелството за основно образование по Информационни технологии

С подкрепата на висококвалифицираните преподаватели, възможностите за виртуално обучение и посредством интерактивните ни кабинети, възможността за стажантски практики, модерната ни спортна база, разнообразните занимания по интереси и извънкласни дейности, 192 СУ предлага модерно обучение в крак с времето и дигиталните технологии.